# Siegfried Kroboth

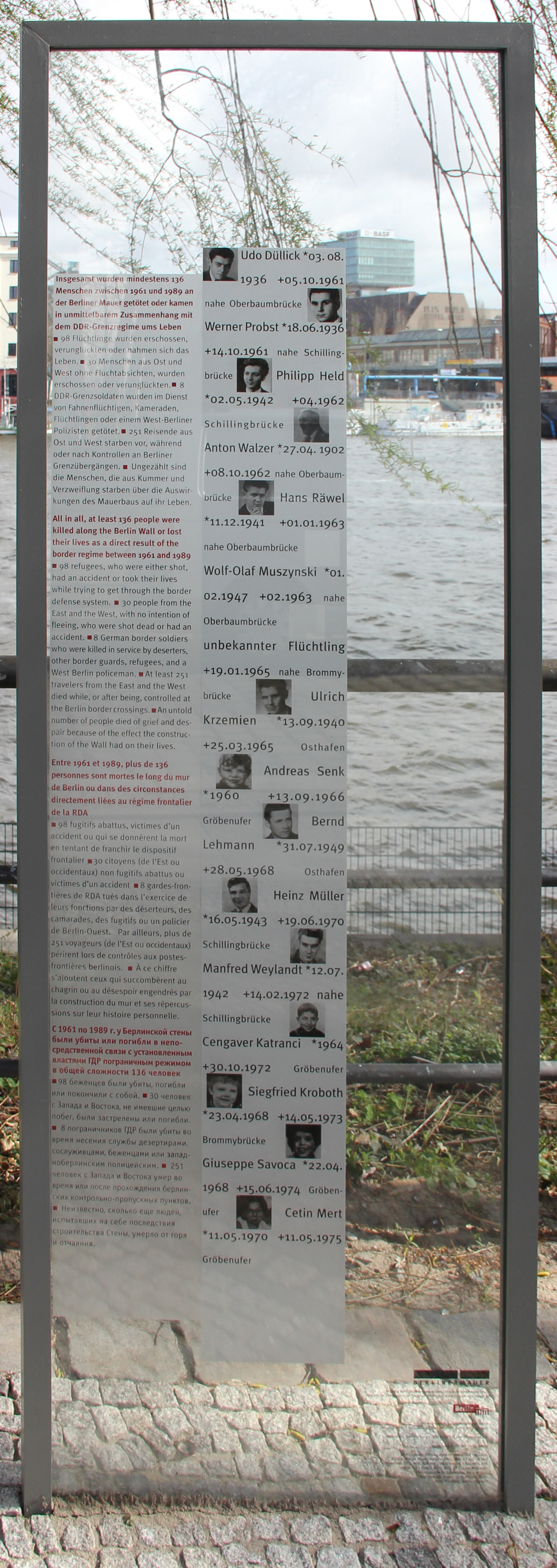
Gedenktafel am May-Ayim-Ufer, in Berlin-Kreuzberg

Siegfried Kroboth (* 23. April 1968 in Berlin; † 14. Mai 1973 ebenda) war ein Kind, das beim Spielen nahe der innerdeutschen Grenze verunglückte und in der Spree ertrank. Dem Fall und insbesondere den – bedingt durch die Situation der Berliner Teilung – nur schleppend anlaufenden Rettungsmaßnahmen wurde seinerzeit große öffentliche Aufmerksamkeit zuteil. Kroboth ist seither in viele Aufstellungen der Todesopfer an der Berliner Mauer aufgenommen worden, in denen er als das jüngste Maueropfer überhaupt gilt.

## Der Fall Siegfried Kroboth

### Unfallhergang
Siegfried Kroboth wuchs in einer Familie auf, die aus Ost-Berlin nach West-Berlin geflüchtet war. Am 14. Mai 1973 spielte der Fünfjährige mit einem Freund am Ufer der Spree in der Nähe der zerstörten Brommybrücke. Dabei fiel er gegen 11:50 Uhr in den Fluss. Über einen Feuermelder alarmierte ein weiteres Kind die West-Berliner Polizei und Feuerwehr. Als diese mit Tauchern vor Ort waren, durften sie nicht ins Wasser gehen, da die Spree an der Unfallstelle zu Ost-Berlin gehörte. Zwei Grenzboote der DDR näherten sich der Unfallstelle, ohne auf die Hilferufe zu reagieren; ihnen war Kontaktaufnahme zur West-Berliner Seite verboten. Nachdem die Grenzposten der DDR, die auf der Oberbaumbrücke waren, vom Einsatzleiter der Feuerwehr informiert wurden, gingen gegen 12:40 Uhr alarmierte Taucher aus Ost-Berlin ins Wasser. Sie fanden Siegfried Kroboths Leiche gegen 15:50 Uhr.
Die Behörden der DDR übergaben den Leichnam am 16. Mai 1973 am Grenzübergang Oberbaumbrücke an die Eltern des Toten. Siegfried Kroboths 21-jährige Schwester war fünf Jahre vorher in Ost-Berlin ermordet und ihre Leiche in die Spree geworfen worden.

### Öffentliche Resonanz und Folgen
Der Vorfall, dem der Tod von Cengaver Katrancı im Oktober 1972 unter gleichen Umständen am nahe gelegenen Bereich Groebenufer vorausgegangen war, belastete die innerdeutschen Beziehungen, die sich erst kurz vorher durch den Grundlagenvertrag entspannt hatten. Acht Tage nach Siegfried Kroboths Tod begannen Gespräche zwischen Vertretern West-Berlins und der DDR um eine bessere Regelung für derartige Notfälle zu finden. Diese Gespräche führten im Frühjahr 1976 zur Errichtung von speziellen Notrufsäulen (Wasserunfallmelder), die den DDR-Grenzorganen optische und akustische Signale gaben, woraufhin diese auf gleiche Weise eine Ausnahmegenehmigung für Rettungsmaßnahmen aus West-Berlin erteilten. Bis zu diesem Zeitpunkt starben Giuseppe Savoca und Çetin Mert unter ähnlichen Umständen, bereits 1966 kam Andreas Senk an naher Stelle ums Leben.